# جمال عبد جاسم
جمال عبد جاسم ممثل ومخرج ومؤلف عراقي، أخرج العديد من المسلسلات التلفازية والأفلام السينمائية، من أهمها فيلم قاع المدينة عام 2013، كما شارك بالدراما التلفازية من خلال مسلسل الدرس الأول، وقدم وجوه جديدة للسينما العراقية منهم الفنانين (إيناس طالب، عدي عبد الستار، أنعام الربيعي).

## أعماله
| اسم العمل          | دوره | نوعه   | سنة الإنتاج |
| ------------------ | ---- | ------ | ----------- |
| اللقاء             | مخرج | مسلسل  |             |
| البندول            | ممثل | فيلم   | غير معروف   |
| أحلى كلام          | مقدم | برنامج | 1986        |
| وجهان في صورة      | ممثل | فيلم   | 1989        |
| الوداع الأخير      | مخرج | فيلم   | 1991        |
| الهروب إلى المجهول | مخرج | مسلسل  | 1992        |
| أرجوحة النار       | مخرج | مسلسل  | 1995        |
| هستيريا            | مخرج | مسلسل  | 1996        |
| من أيام العرب      | مخرج | مسلسل  | 1999        |
| حب وحرب ج1         | مخرج | مسلسل  | 2003        |
| النخلة والجيران    | مخرج | مسلسل  | 2010        |
| سايق الستوتة       | مخرج | مسلسل  | 2011        |
| الدرس الأول        | مخرج | مسلسل  | 2012        |
| في قاع المدينة     | مخرج | مسلسل  | 2013        |
| التيتي جابي القطار | مؤلف | مسلسل  | 2013        |
| العرضحالجي         | مخرج | مسلسل  | 2019        |
| فايروس             | مخرج | مسلسل  | 2021        |